# Spaceman (låt av Babylon Zoo)
Spaceman är en låt av Babylon Zoo, komponerad av Jas Mann. Den utgavs som singel 1996 och utgör den första singeln från albumet The Boy with the X-Ray Eyes. Låten blev en stor hit och erövrade första plats på bland annat European Hot 100 Singles, Sverigetopplistan och UK Singles Chart.

## Låtlista
Storbritannien CD1
1. "Spaceman" – 4:41
2. "Metal Vision" – 3:48
3. "Blue Nude" – 2:09
4. "Spaceman" (album version) – 5:42

Storbritannien CD2
1. "Spaceman" (album version) – 5:42
2. "Spaceman" (Electronic Information) – 7:43
3. "Spaceman" (Arthur Meets the Spaceman) – 5:56
4. "Spaceman" (E Before I) – 6:37
5. "Spaceman" (Morbid Television Control) – 4:40

Storbritannien maxisingel
A1. "Spaceman" (radio edit) – 4:08
A2. "Spaceman (The 5th Dimension)" – 5:09
B1. "Spaceman" (Arthur Meets the Spaceman) – 5:56
B2. "Spaceman" (E Before I) – 6:37
Storbritannien kassettsingel
A1. "Spaceman" (radio edit) – 4:08
A2. "Blue Nude" – 2:09
B1. "Metal Vision" – 3:48
B2. "Spaceman (The 5th Dimension)" – 5:09
USA och Australien CD-singel
1. "Spaceman" (radio edit) – 4:08
2. "Metal Vision" – 3:48
3. "Blue Nude" – 2:09
4. "Spaceman (The 5th Dimension) – 5:09

USA kassettsingel
1. "Spaceman" (radio edit) – 4:08
2. "Blue Nude" – 2:09